# Polydesmus planus
Polydesmus planus är en mångfotingart som beskrevs av Paul Gervais 1847. Polydesmus planus ingår i släktet Polydesmus och familjen plattdubbelfotingar. Inga underarter finns listade i Catalogue of Life.